# Flexible Fuel Vehicle

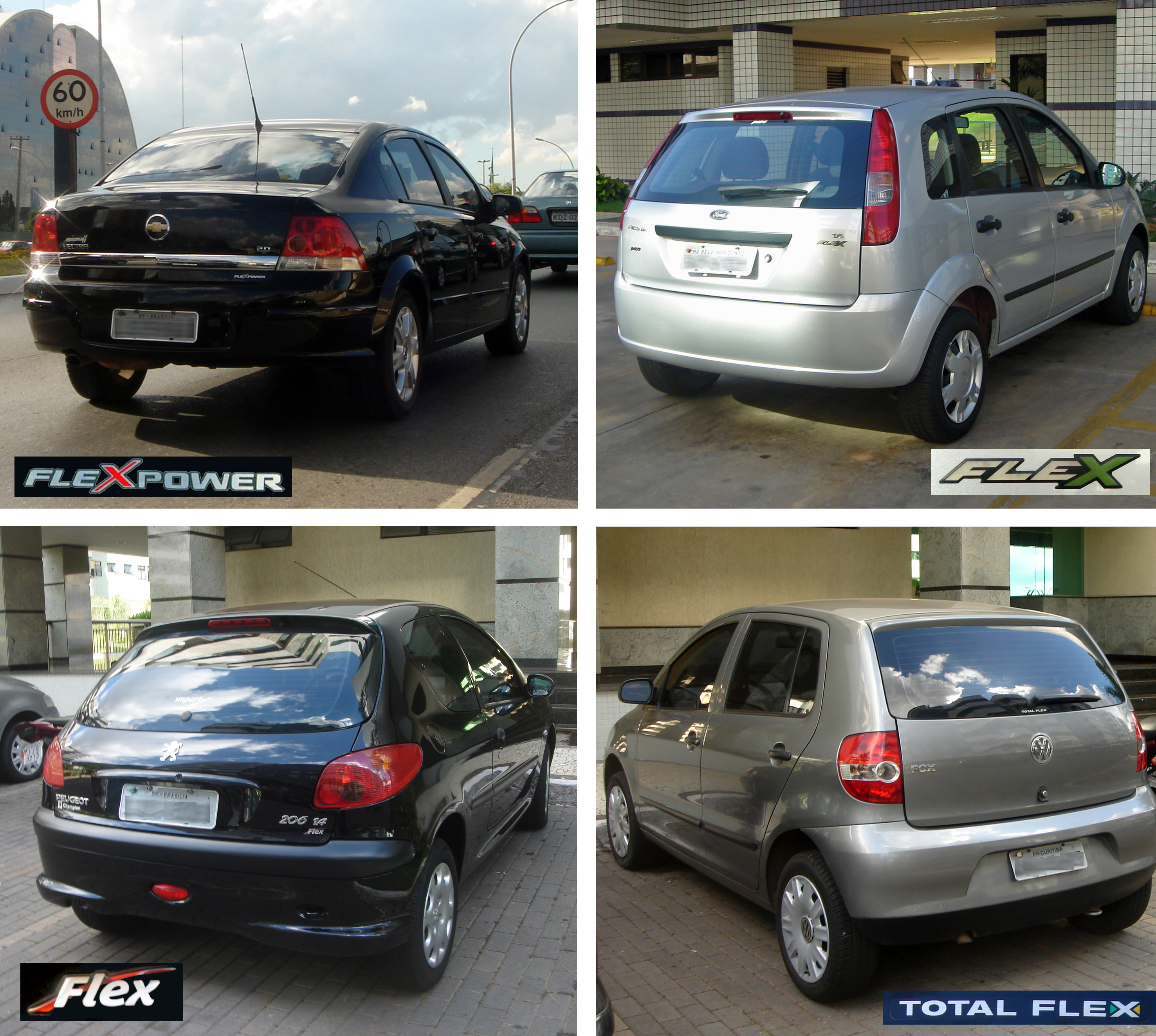
Vier typische brasilianische Full-flex-fuel-Modelle von verschiedenen Herstellern, umgangssprachlich als Flex-Auto bekannt. Diese Fahrzeuge laufen in beliebigem Gemisch mit Ethanol und Benzin.

Ein Flexible Fuel Vehicle (FFV, gelegentlich auch Fuel Flexible Vehicle genannt) – zu Deutsch etwa „an den Kraftstoff anpassungsfähiges Fahrzeug“ – ist ein Fahrzeug, das mit Benzin, den Alkoholen Methanol und Ethanol sowie beliebigen Mischungen dieser drei Kraftstoffe betrieben werden kann. Der Begriff ist klar abzugrenzen gegen den im Deutschen ähnlich klingenden Vielstoffmotor, der verschiedenste Kraftstoffe verbrennt, sowie gegen Motoren, die mit Dieselkraftstoff oder Biodiesel betrieben werden.
Der Sinn eines solchen Konzepts ist die vorzugsweise Verwendung von (Bio-)Alkoholen, wobei bei deren zeitlicher oder regional begrenzter Nichtverfügbarkeit ebenfalls ein Benzinbetrieb möglich und daher im Gegensatz zu reinen Alkoholfahrzeugen die Mobilität für den Fahrzeugbetreiber gewährleistet ist.

## Technik
Wesentliche Modifikationen eines FFV gegenüber benzinbetriebenen Fahrzeugen sind:
- Anpassung von Gemischbildung und Zündung an die jeweiligen Kraftstoffe
- Einsatz eines Sensors zur Ermittlung des aktuellen Alkoholgehalts im Kraftstoff (Alkoholsensor)
- alkoholresistente Materialien im Kraftstoffkreislauf (Tank, Kraftstoffpumpe, Kraftstoffleitungen, Einspritzventile)
- eventuell spezielle Motorenöle und Werkstoffanpassungen

Während Fahrzeuge für Benzin-Alkohol-Mischkraftstoffe oder reinen Alkoholbetrieb schon in den 80er Jahren entwickelt und in Betrieb genommen wurden (hauptsächlich in Brasilien), begann die Entwicklung der FF-Technik Anfang der 1990er Jahre, nachdem geeignete Alkoholsensoren verfügbar wurden. In den USA, besonders in Kalifornien, wurden anschließend umfangreiche Flottenversuche mit dem Methanolkraftstoff M85 durchgeführt (CEC's Light-Duty Methanol Fuel Flexible Vehicle Demonstration Program), an denen sich auch die deutschen Autohersteller Mercedes-Benz und Volkswagen beteiligten. Letzterer entwickelte auch die ersten, für den US-Markt und speziell für Ethanolkraftstoff E85 ausgelegen FFV, die anschließend beim Illinois Corn Marketing Board für Demonstrations- und Testzwecke eingesetzt wurden. Der Betreiber wollte dadurch die heimische Autoindustrie zur Entwicklung derartiger Konzepte motivieren.
Wegen der absehbaren Verringerung der Rohölreserven sowie der zunehmenden Umweltbelastung ist seit einigen Jahren weltweit ein verstärktes Interesse an der FF-Technik auszumachen, jetzt jedoch mit Schwerpunkt auf den Einsatz von Bioethanol zur Reduzierung der Treibhausgas-Emissionen (Kohlenstoffdioxid).
Ein für FFV geeigneter kapazitiver Alkoholsensor wurde von Siemens in Zusammenarbeit mit Mercedes-Benz und Volkswagen entwickelt, nachdem sich die optischen Sensoren wegen systembedingter Probleme nicht bewährt hatten. Dieser Sensor misst die Kapazitätsänderung, die Leitfähigkeit und die Temperatur des Kraftstoffs und berechnet daraus den Alkoholgehalt, der als digitales Ausgangssignal an das Steuergerät weitergegeben wird, so dass Einspritzmenge und Zündzeitpunkt entsprechend der aktuellen Kraftstoffzusammensetzung angepasst werden. Wegen der geringeren Heizwerte von Alkoholen gegenüber Benzin ist beim M85-Betrieb nahezu die doppelte Kraftstoffmenge pro Einspritzung notwendig, bei E85-Betrieb etwa ein Drittel mehr; dementsprechend ist das Kraftstoffsystem anzupassen (Förderleistung der Kraftstoffpumpe, größerer Kraftstofftank usw.).
Sowohl Methanol- als auch Ethanolkraftstoff enthalten einen Zusatz von 15 Prozent spezieller leichtflüchtiger Kohlenwasserstoffe oder im einfachsten Fall Benzin (deshalb die Bezeichnung M85 beziehungsweise E85). Dieser Zusatz dient hauptsächlich der Verbesserung der bei reinen Alkoholen kritischen Kaltstart- und Kaltlaufeigenschaften unterhalb von etwa 15 °C sowie aus Sicherheitsgründen der Verschiebung der oberen Explosionsgrenzen. Dies könnte bei reinen Alkoholen unter bestimmten Bedingungen zur Entzündung von Kraftstoffdampf im Tank führen.

## Emissionen
Heutige FFV sind mit der aktuellen Technik zur Abgasnachbehandlung ausgerüstet, beispielsweise mit Lambda-Regelung und Fahrzeugkatalysator sowie Klopfregelung. FFV müssen die gültigen Abgasgesetze für Benzinbetrieb und den jeweiligen Alkoholkraftstoff M85 beziehungsweise E85 sowie für Mischungen erfüllen. Da sich bei bestimmten Mischungsverhältnissen azeotrope Mischungen (Kraftstoffanomalien) mit erhöhtem Dampfdruck bilden (beispielsweise bei M35), muss dieses hinsichtlich Emissionen und Fahrverhalten besonders berücksichtigt werden. In den USA sind deshalb die Messungen der Verdampfungsemissionen aus dem Kraftstoffsystem speziell mit diesem kritischen Kraftstoff vorgeschrieben (SHED-Test). Weiterhin muss berücksichtigt werden, dass bei Alkoholbetrieb erhöhte Aldehydemissionen (Formaldehyd oder Acetaldehyd) auftreten. Für das gesundheitlich kritische Formaldehyd ist in den USA ein Grenzwert vorgeschrieben.
Vorteilhaft dagegen sind beim Alkoholbetrieb die niedrigen Emissionen von Aromaten (Benzol oder Toluol), von polyzyklischen aromatischen Kohlenwasserstoffen (PAKW) und das kleinere Ozonbildungspotential wegen der geringeren Anzahl reaktiver Non Methane Organic Gases (NMOG)-Komponenten im Abgas. Dieses bodennahe „schädliche Ozon“ (im Gegensatz zum „nützlichen Ozon“ in der Stratosphäre) ist Hauptbestandteil des photochemischen Smog.
Wichtig bei der Beurteilung unterschiedlicher Kraftstoffe sind die CO2-äquivalenten Emissionen der Gesamtkette, von der Bereitstellung der Primärenergie bis zur Verbrennung im Motor. Aus verschiedenen Studien ergeben sich nach heutigem Kenntnisstand im Vergleich zu erdölbasiertem Benzin etwa folgende CO2-äquivalenten Emissionen:
- für Methanol aus Erdgas etwa 10 % geringere Emissionen (mittlerer Wert) mit einer Bandbreite von −10 %/+10 % zum mittleren Wert
- für Methanol aus zellulosehaltiger Biomasse etwa 70 % geringere Emissionen mit einer Bandbreite von −10 %/+30 %
- für Ethanol aus stärkehaltiger Biomasse etwa 5 % höhere Emissionen mit einer Bandbreite von −50 %/+30 %
- für Ethanol aus zellulosehaltiger Biomasse etwa 50 % geringere Emissionen mit einer Bandbreite von −30 %/+30 %

Die teilweise großen Bandbreiten sind hauptsächlich durch unterschiedliche Umwandlungstechnologien und Energieversorgungen (Stichwort Strommix) sowie durch die Verfügbarkeit verschiedener Biomassen begründet, wobei insbesondere bei schnellwachsenden Energiepflanzen Aufzucht, Düngung und Ernte zu einem hohen Anteil der CO2-äquivalenten Emissionen führen.

## Verbreitung
In Brasilien wird Benzin nur mit einem Ethanolanteil von 20 bis 25 % angeboten (E25), den die Regierung zuweilen aufgrund der Marktlage zur Preisstabilisierung anpasst. Fahrzeuge für diesen Mischkraftstoff oder für E95-Kraftstoff (vergälltes Rohethanol) sind schon seit Anfang der 1980er-Jahre auf dem Markt. Technische Probleme, Versorgungsprobleme und damit verbundene Preissteigerungen ließen den zeitweilig aufgrund steuerlicher Anreize auf mehr als 90 % gestiegenen Anteil von Neuwagen mit reinen Alkoholmotoren bald wieder absinken. Als Mitte der 1990er-Jahre Versorgungsengpässe auftraten, mussten Ethanol und Methanol im Ausland, hauptsächlich in den USA, zugekauft werden. Zu dieser Zeit ging der Absatz der nur mit E95-Kraftstoff betriebenen Fahrzeuge sehr stark zurück: bis auf unter 2 % um das Jahr 2000. Würden sich diese Motoren nicht aufgrund der höheren Verdichtung besser zum Betrieb mit dem ebenfalls zunehmend geförderten Erdgas eignen und hätten nicht staatliche Auflagen wie z. B. für Taxis in Rio de Janeiro deren Verwendung gefordert (Taxis durften nur mit Alkohol fahren, heute nur mit Erdgas), so wären sie wohl ganz vom Markt verschwunden. Mitte 2003 wurde von Volkswagen das erste FFV auf dem brasilianischen Markt angeboten; seither werden von allen dort vertretenen Autoherstellern FFV produziert, die flexibel auf schwankende Kraftstoffangebote reagieren können. Ende 2006 wurde der Bestand an FFV bereits auf etwa 3.000.000 beziffert. Bis Ende 2007 ist der Anteil auf mehr als 80 % der Neuwagen gestiegen – zahlreiche Modelle werden nur noch als FFV angeboten. Als Besonderheit gegenüber den FFV, die nur bis 85 % Alkoholanteil ausgelegt sind, haben die FFV in Brasilien einen kleinen Zusatztank für Benzin im Motorraum. Benzin wird beim Kaltstart verwendet, wenn der Alkoholanteil im Tank sehr hoch ist. Wegen der Brandgefahr bei Unfällen und möglicher Fehlbedienung (leer gefahren, Benzin alt geworden, versehentlich mit dem Scheibenwaschwasserbehälter verwechselt) ist dieser Zusatztank die größte Schwachstelle im System, deshalb geht die Entwicklung zu einer besseren Startwilligkeit bei geringeren Temperaturen mittels elektrischer Beheizung der Einspritzventile. Frühere Versuche haben jedoch ergeben, dass die elektrische Energie des Bordnetzes nicht ausreicht, um wesentliche Verbesserungen des Kaltstartverhaltens durch Kraftstoffvorheizung zu erreichen. Ein derartiges System ist also für höhere Komfortansprüche ungeeignet.
Anstelle des Einsatzes eines Kraftstoffsensors werden die Daten der Lambda-Sonde zur Erkennung des Gemisches herangezogen (adaptive Systeme).
In den USA waren Mitte der 1990er Jahre schon ungefähr 15.000 FF-Fahrzeuge in Betrieb, die von etwa 100 M85-Tankstellen hauptsächlich in Kalifornien versorgt wurden. Derzeit ist in den USA fast überall E10-Kraftstoff (sogenanntes Gasohol) erhältlich, der auch mit Einschränkungen von konventionellen Fahrzeugen vertragen wird. Darüber hinaus sollen nach ACE-Angaben bereits etwa 6.000.000 FF-Fahrzeuge in Betrieb sein. 2.100 der insgesamt rund 170.000 Tankstellen bieten inzwischen Ethanolkraftstoff E85 an. Die amerikanischen Autohersteller haben zugesagt, ab 2012 mindestens 50 Prozent ihrer Fahrzeugproduktion als FF-Fahrzeuge anzubieten.
Vorreiter in Europa in der Beimischung von Ethanol ist Schweden. Dort wird inzwischen ebenfalls Ethanolkraftstoff E85 angeboten. Anfang 2005 wurde in Schweden bereits ein Bestand von etwa 11.000 FF-Fahrzeugen gezählt.
In Deutschland waren Ende 2007 etwa 80 Ethanol-Tankstellen für E85-Kraftstoff in Betrieb, Anfang 2011 waren es über 350. In Deutschland sind Flexible-Fuel-Fahrzeuge im Gegensatz zu Brasilien immer noch ein „Nischenprodukt“, dennoch boten diverse Hersteller Konfigurationen ihrer Fahrzeuge für den E85-Kraftstoff an. Seit dem Auslaufen der Steuervergünstigung für E85 im Jahre 2011 ist die Anzahl der E85-Tankstellen in Deutschland quasi auf Null zurückgegangen.
Fahrzeuge, die als FFV auf dem deutschen Markt erhältlich sind (Stand 2010):
| Hersteller   | Modell                                                    |
| ------------ | --------------------------------------------------------- |
| Audi         |                                                           |
|              | A4 2.0 TFSI flexible fuel                                 |
|              | A4 Avant 2.0 TFSI flexible fuel                           |
| BMW          |                                                           |
|              | X1 sDrive20i ActiveFlex                                   |
|              | 328i ActiveFlex                                           |
| Bentley      |                                                           |
|              | Continental: GT, Supersports, GTC, Flying Spur, Series 51 |
| Dacia        |                                                           |
|              | Logan MCV 1.6 16V 105                                     |
| Daimler-Benz |                                                           |
|              | E-Klasse Coupe / Cabrio E350 / E400 für den US-Markt      |
| Ford         |                                                           |
|              | Mondeo Flexifuel                                          |
|              | S-Max Flexifuel                                           |
|              | Galaxy Flexifuel                                          |
|              | Focus Flexifuel                                           |
| Opel         |                                                           |
|              | Insignia Limousine 2.0 Turbo Bioethanol                   |
|              | Insignia Sports Tourer 2.0 Turbo Bioethanol               |
| Renault      |                                                           |
|              | Laguna III E85                                            |
| Saab         |                                                           |
|              | 9-3 Sportlimousine BioPower                               |
|              | 9-3 SportCombi BioPower                                   |
|              | 9-3 Cabriolet BioPower                                    |
|              | 9-3X XWD BioPower                                         |
|              | 9-5 Sedan BioPower                                        |
| Volvo        |                                                           |
|              | C30 FlexiFuel                                             |
|              | S40 FlexiFuel                                             |
|              | S80 FlexiFuel                                             |
|              | V50 FlexiFuel                                             |
|              | V70 FlexiFuel                                             |

Zusätzlich ist anzumerken, dass Hersteller je nach Markt (wie Verbreitung von E85-Tankstellen, Nachfrage nach FFVs etc.) verschiedene Varianten ihrer Fahrzeuge anbieten. Beispielsweise ist der neue Passat Multifuel (E85) nicht auf dem deutschen Markt erhältlich, aber beispielsweise in Schweden. In Brasilien sind 90 % der Neufahrzeuge FFVs.
Zu Beginn des Jahres 2011 wurde in der EU aus Klimaschutzgründen die nach EN 228 zulässige Ethanol-Beimischung von 5 % auf 10 % in Normal- und Superbenzin gesteigert. Nach Herstellerangaben konnte dieser Kraftstoff von den meisten damals im Markt befindlichen Fahrzeugen problemlos verkraftet werden. Dennoch riet der ADAC dazu, die Verträglichkeit beim Hersteller zu erfragen.
Erwähnenswert in diesem Zusammenhang ist, dass Fahrzeuge mit elektrischen Einspritzsystemen aus den 1990er-Jahren, die noch nicht über eine Abgasüberwachung OBD-II verfügen, in der Regel mit nur kleinen Einschränkungen bei Kaltstartverhalten und Mehrverbrauch mit reinem E85 betrieben werden können. Ein praktisches Beispiel dafür ist der Ford KA ab Baujahr 1996.